# Ivan Vasiljevič Sabonejev
Ivan Vasiljevič Sabonejev (rusko Ива́н Васи́льевич Сабане́ев), ruski general, * 1770, † 1829.
Bil je eden izmed pomembnejših generalov, ki so se borili med Napoleonovo invazijo na Rusijo; posledično je bil njegov portret dodan v Vojaško galerijo Zimskega dvorca.

## Življenje
V svoji vojaški karieri se je udeležil druge turške vojne, bojev proti poljski konfederaciji, italijansko-švicarske kampanje, vojne četrte kampanje, rusko-švedske vojne 1808-09, rusko-turške vojne 1810-11 in patriotske vojne leta 1812. 